# ムガル建築

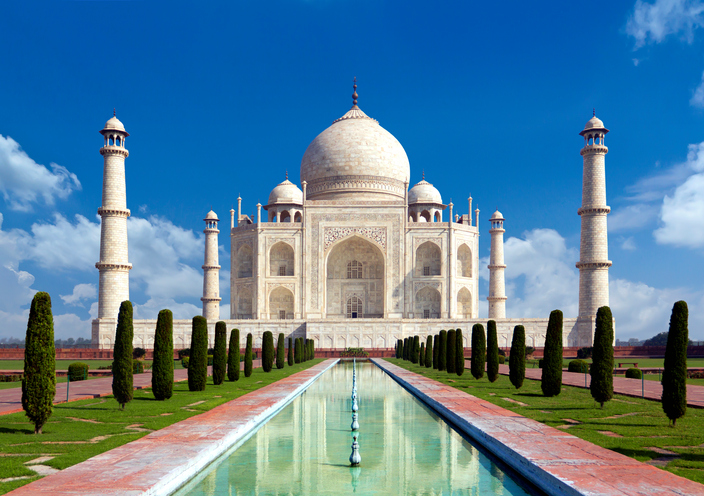
タージ・マハル

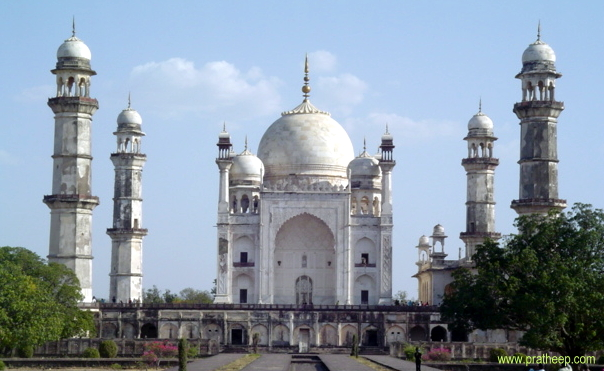
ビービー・カー・マクバラー

ムガル建築（ムガルけんちく、मुगल वास्तुकला）とは、ムガル帝国などで主に建設された建築様式のことである。ムガル帝国の皇帝の元で栄え、主な例には、タージマハール、レッドフォートなどが挙げられる。

## 概要

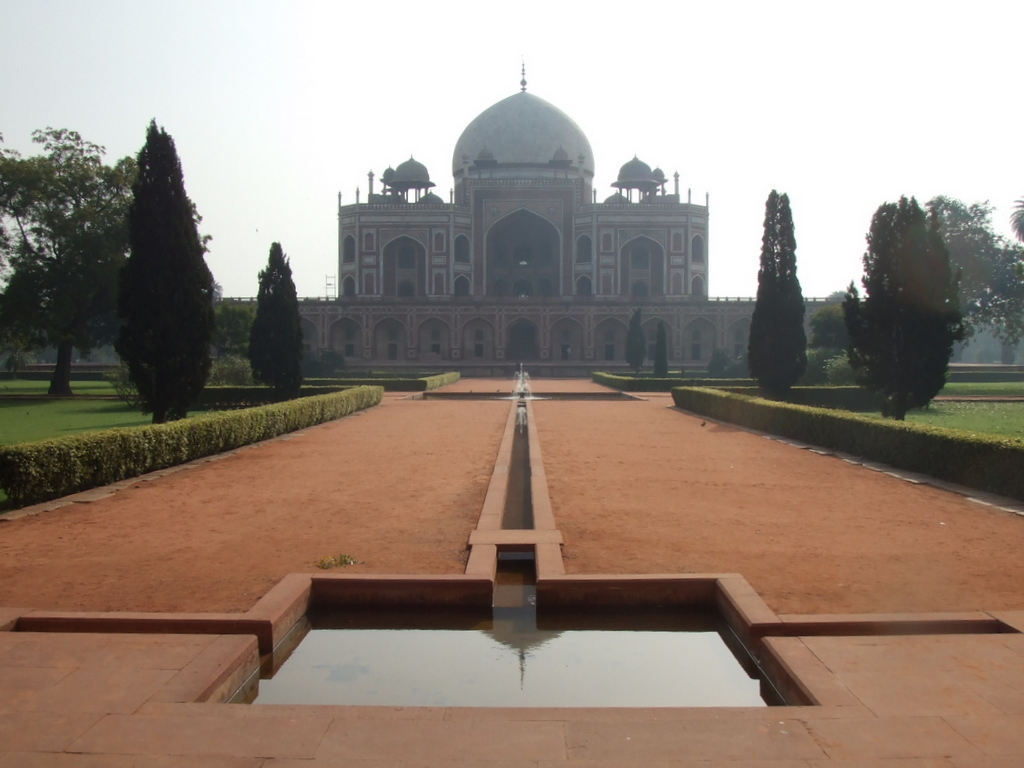
フマユーン廟

ムガル建築は、インド亜大陸におけるムガル帝国の範囲にわたって16〜18世紀に、ムガル帝国の皇帝、皇族らによって開発された*インド・イスラーム建築の一種であり、 イスラム教のモスクや廟堂、宮殿、城塞建築などに主に使用された。また、インドの風土に合わせて発展した歴史を持つ。初期のムスリム王朝の建築様式を発展させ、また、中央アジアの建築様式もうけつぎ、発展を遂げた。 ムガル建築の建物は、大ドーム、ミナレット、見上げるようなアーチ型のゲートなどの特徴・構造を持っている。このスタイルの例は、インド、アフガニスタン、バングラデシュ、パキスタンなどの南アジア地域圏で確認することができる。

## 建築のモデル
- 楽園
- アッラーフ
- 極楽

## 主な建築物
- タージ・マハル
- ファテープル・シークリー
- フマーユーン廟
- バードシャーヒー・モスク
- ビービー・カー・マクバラー
- ラホール城
- デリー城（レッド・フォート）
- アーグラ城
- アウラングゼーブ廟
- ジャーマー・マスジド
- ジャハーンギール廟
- シャーラマール庭園
- サフダル・ジャング廟
- ラグバク城

## ギャラリー

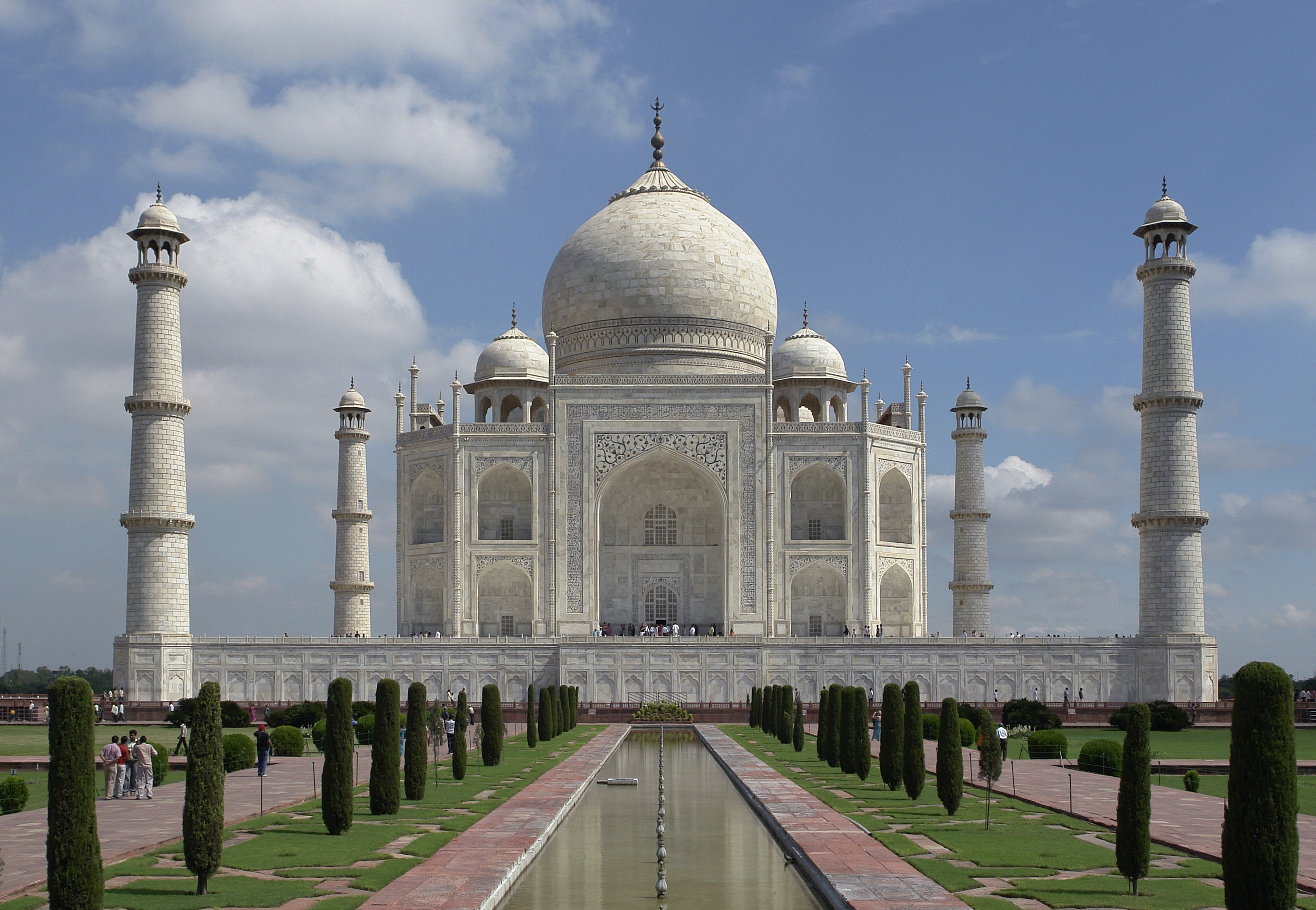
タージマハル
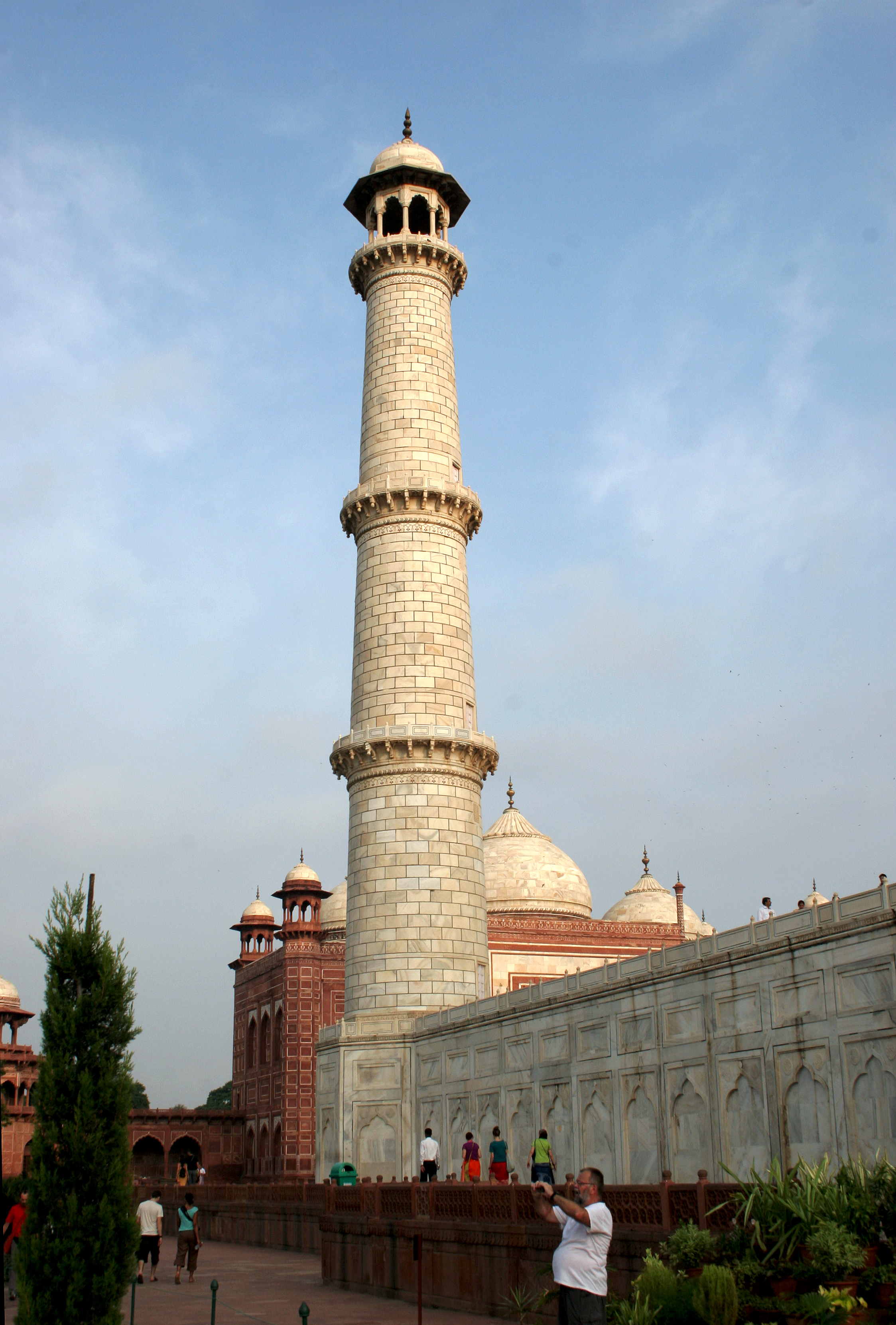
タージマハルのミナレット
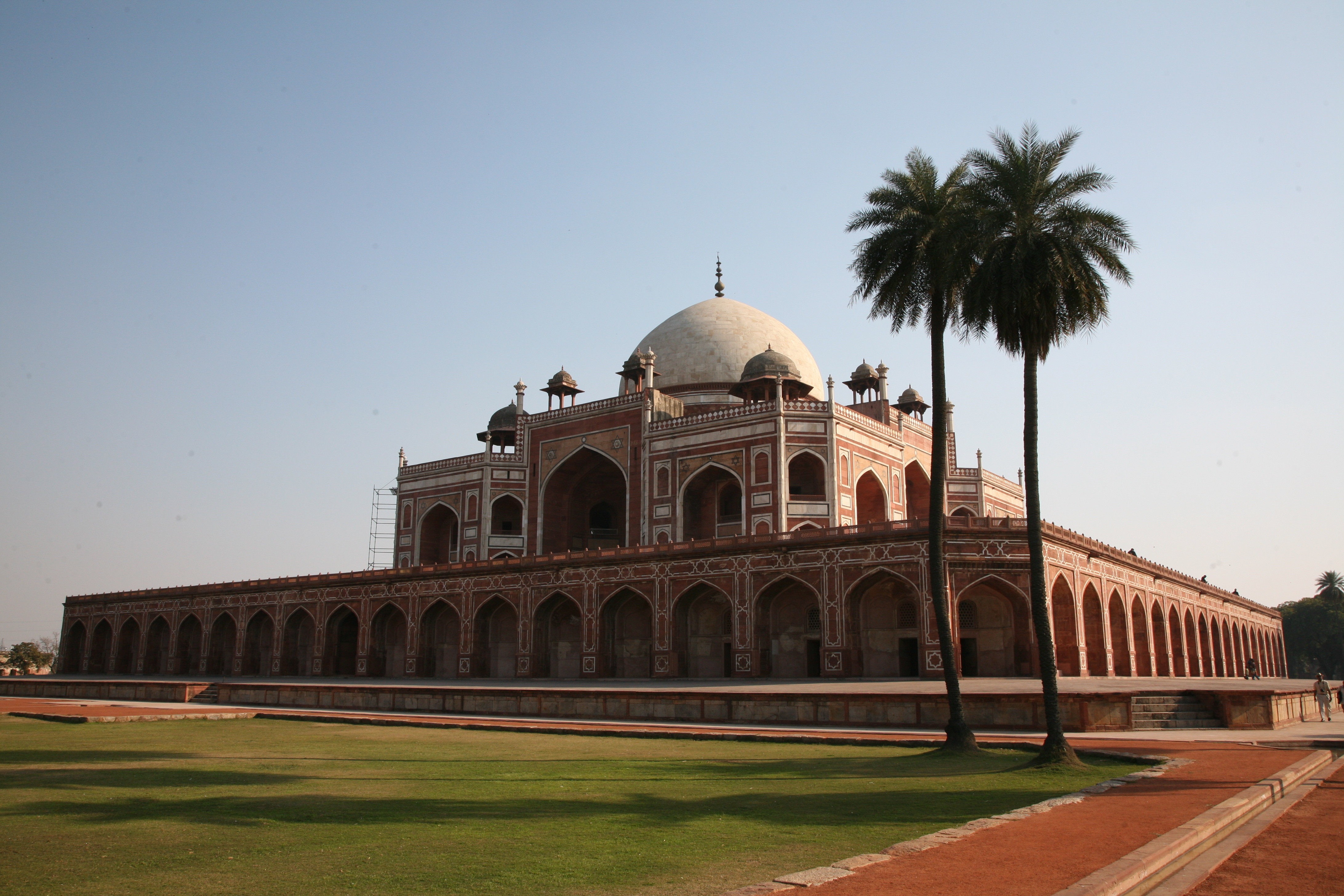
フマユーン廟
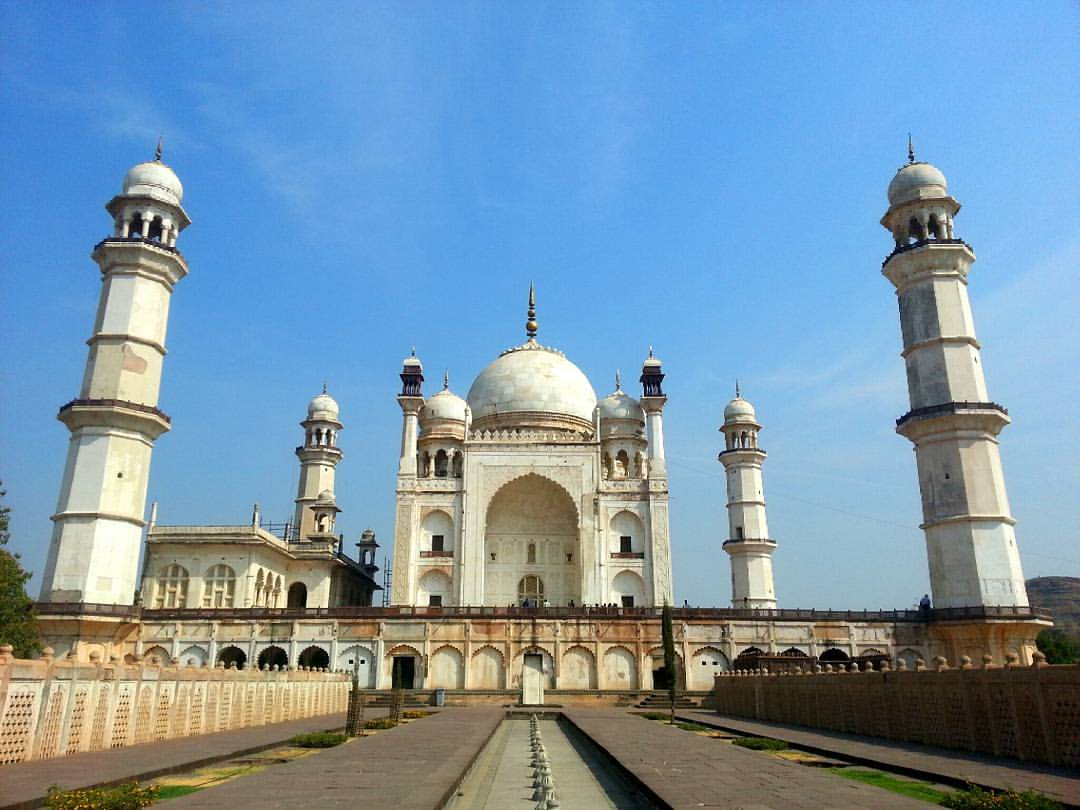
ビービ・カー・マクバラー
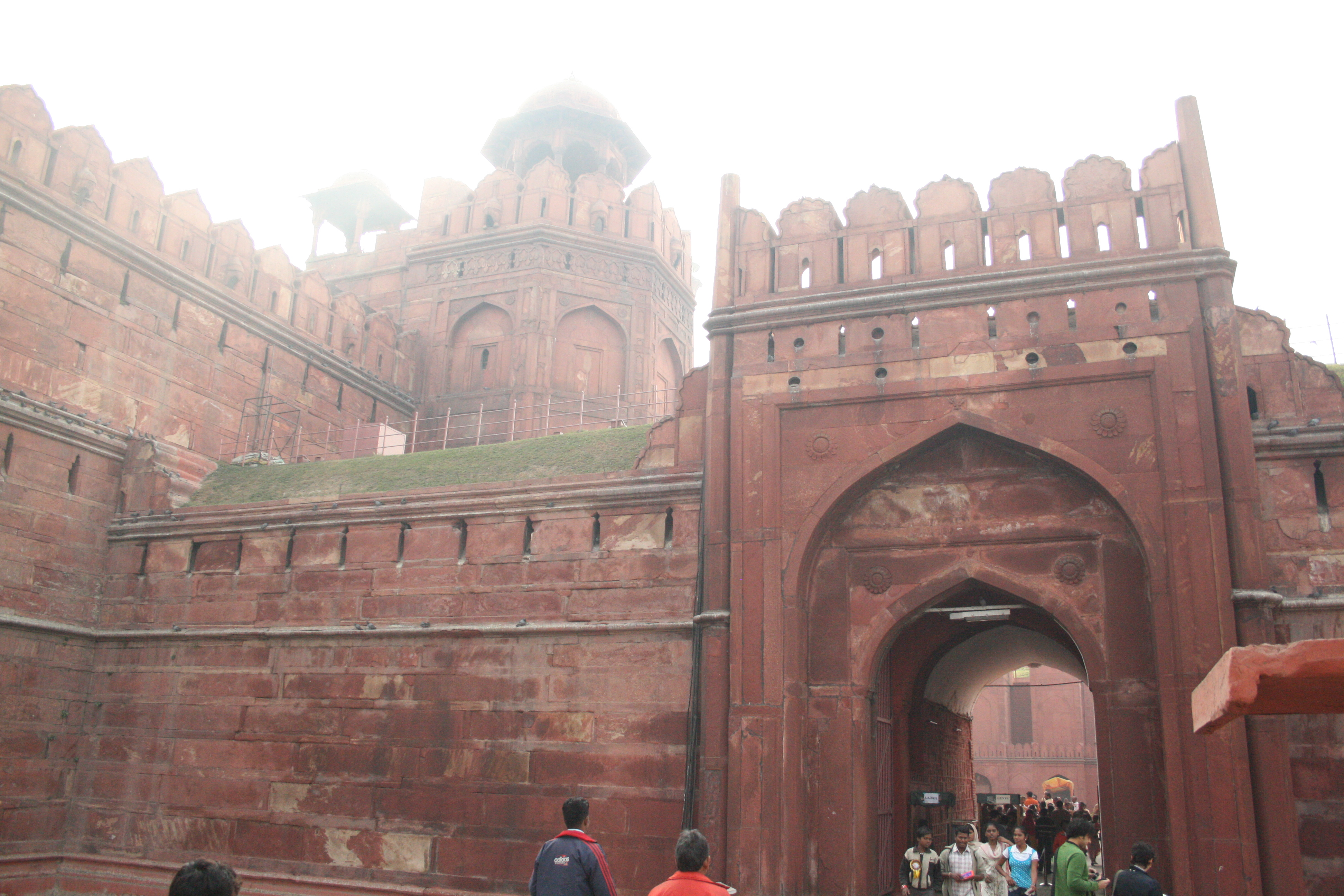
デリー城
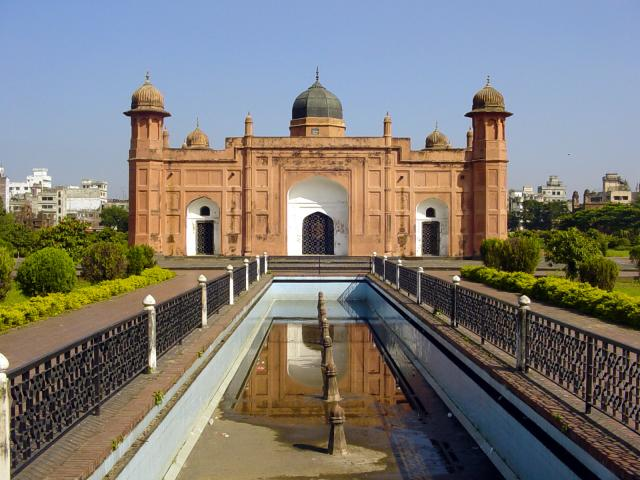
ラグバク城